# CSM Oradea (basket-ball)
Le CSM Oradea est un club roumain de basket-ball masculin évoluant en première division, rattaché au club omnisports du même nom basé à Oradea. Fondé en 2003, le club connaît une progression notable au cours des années 2010, atteignant plusieurs finales de Coupe de Roumanie et remportant trois titres de champion national en l’espace de quatre saisons.

## Historique
Le basket-ball à Oradea bénéficie d’une longue tradition qui remonte aux années 1930, quand ce sport a été introduit dans la ville, d’abord pratiqué par des amateurs, notamment des lycéens. Plusieurs équipes locales, comme le Carmen ou Dinamo Oradea, ont marqué la scène régionale et nationale au fil des décennies, avec des succès notables, notamment le titre national remporté par Crișul Oradea en 1979.
Le CSM Oradea trouve ses origines en 2003 avec la création du Club Atletic Oradea (CAO), initié par Antonio Alexe (ro) et Șerban Sere. Ce club évoluait alors en deuxième division. En 2004, le CAO est intégré au CSM Oradea, donnant naissance à la section masculine de basket-ball. L’équipe accède à la première division à l’issue de la saison 2004-2005.
Entre 2005 et 2010, le club traverse une période difficile marquée par une crise financière, surmontée grâce à l’implication de joueurs locaux. Par la suite, un changement de gestion attire des investisseurs privés, permettant au club de se stabiliser et de se développer.
L’arrivée de Cristian Achim comme entraîneur principal en 2009 marque un tournant. Dès la saison 2010-2011, CSM Oradea se qualifie régulièrement pour les playoffs, réalisant son premier exploit en 2013, décrochant une troisième place.
Lors de la saison 2013-2014, le club atteint pour la première fois les finales de la Coupe de Roumanie et du championnat national, qu’il perd cependant. À partir de la saison 2015-2016, Oradea remporte son premier titre de champion national en battant BC Mureș en finale, une performance qu’elle renouvelle en 2017-2018 et 2018-2019.
Ces succès nationaux ouvrent la porte à la participation du club aux compétitions européennes, notamment à la Ligue des Champions à partir de 2016, bien qu’il n’ait pas réussi à franchir les tours qualificatifs. En 2021, fini troisième de la Coupe d'Europe FIBA.

## Palmarès
| National Championnat de Roumanie (3) : - Champion : 2016, 2018, 2019 - Vice-champion : 2014, 2021, 2023 Coupe de Roumanie (ro) : - Finaliste : 2014, 2016, 2018, 2019, 2020, 2021, 2023 Supercoupe de Roumanie (ro) (1) : - Vainqueur : 2019 - Finaliste : 2016, 2018 | International Coupe d'Europe FIBA : - Troisième : 2021 |

## Entraineurs successifs
- 2003-2008 :  Zoltan Kósa
- 2008-2009 :  Attila Veres
- 2009-0000 :  Cristian Achim

## Joueurs célèbres ou marquants
- Uroš Lučić
- Sean Barnette
- Miha Zupan
- Rares Apostol
- Daniel Dillon
- Vladimir Colesnicov